# Guerre sabaudo-valdesi
Le guerre sabaudo-valdesi furono una serie di conflitti tra la comunità valdese presente in Piemonte e le truppe savoiarde del Ducato di Savoia, dal 1655 al 1690. Le Pasque piemontesi nel 1655 avevano acceso il conflitto. Fu un periodo di grandi persecuzioni per la chiesa valdese più che un vero e proprio conflitto militare. Giosuè Janavel (1617–1690) fu uno dei principali capi militari valdesi contro le truppe ducali sabaude.

## Antefatto

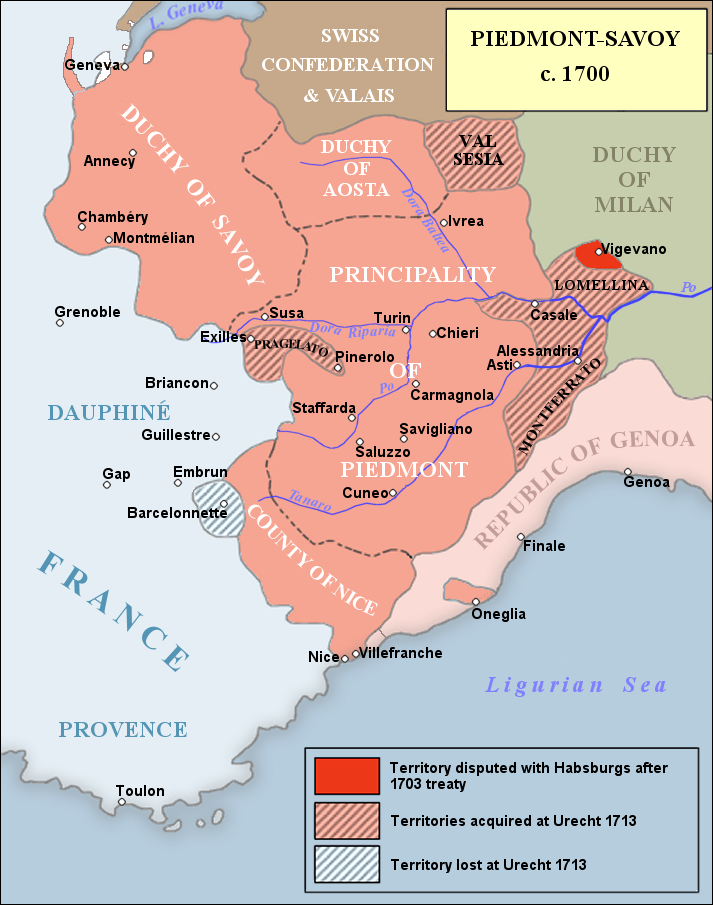
Ducato di Savoia (1700) con incluso il Piemonte.

Alexis Muston, un pastore protestante francese del XIX secolo di sede a Bordeaux, disse nella sua opera L'Israel des Alpes (Parigi, 1852) che né il duca Carlo Emanuele II di Savoia né i valdesiani stessi avessero cercato di ingaggiare guerra, dal momento che entrambe le parti erano soddisfatte di mantenere la pace. La guerra scoppiò per le costanti pressioni esercitate dal Nuovo Consiglio di Propaganda della Fede e per l'Estirpazione degli Eretici (Concilium Novum de Propaganda Fide et Extirpandis Haereticis), istituzione della chiesa cattolica fondata a Torino nel 1650, che regolarmente si riuniva nel palazzo arcivescovile di Torino.
Anche se la popolazione valdese (circa 15 000 persone nel 1685) in certe aree del Piemonte aveva dei privilegi di tolleranza e libertà di culto da secoli, questi diritti vennero violati dai nuovi decreti firmati da Andrea Gastaldo, uno dei più accaniti membri del Consiglio torinese. Due decreti in particolare minacciavano l'esistenza stessa delle comunità valdesi in Piemonte: l'Editto del 15 maggio 1650 che abrogava i vecchi privilegi dei valdesi, e l'Editto del 25 gennaio 1655, che era de facto un ordine di espulsione:

## Eventi

### Pasque piemontesi
I valdesi si rifiutarono di obbedire all'Editto del 25 gennaio 1655 portando così il governo ad inviare delle truppe a saccheggiare e mettere a ferro e fuoco le case dei valdesi, lasciando 15 000 uomini a stazionare nelle loro valli. Il 24 aprile 1655, le Pasque piemontesi ebbero inizio: un massacro di 4000-6000 civili valdesi venne commesso dalle truppe ducali. Questo fatto causò un esodo di massa di rifugiati valdesi verso la Valle di Perosa, e la formazione di un gruppo di ribelli armati capeggiato da Giosuè Janavel, Jean Léger e Bartolomeo Jahier, mentre diversi stati come l'Inghilterra, la Francia, la Germania ed i cantoni protestanti della Svizzera tentarono di intervenire diplomaticamente nella contesa. Il 18 agosto, la Dichiarazione di Pinerolo venne emessa dal governo che costituì un trattato di pace tra Carlo Emanuele II ed i valdesi.

### La "Guerra dei banditi"

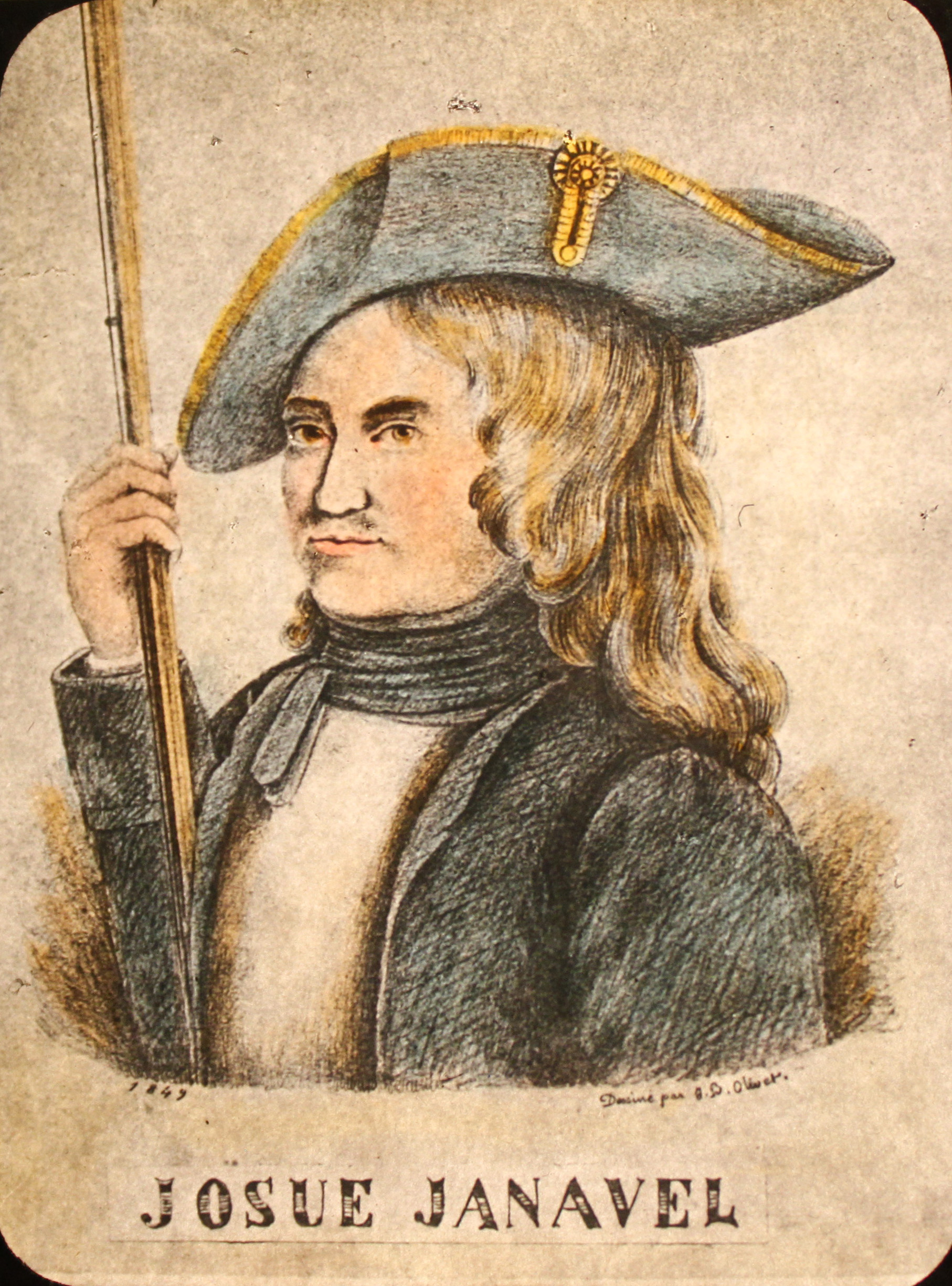
Ritratto del 1895 di Giosuè Janavel.

Nel 1661, il governo sabaudo proclamò la messa a morte di Jean Léger, per aver violato il trattato di pace di Pinerolo. Le truppe ducali ancora una volta occuparono le valli dei valdesi nel 1663 e perseguitarono i locali abitanti. I ribelli, sotto la guida di Janavel, ingaggiarono una guerriglia contro i soldati sabaudi nota come "Guerra dei Banditi", dalla quale riuscirono ad emergere vittoriosi. Il 14 febbraio 1664, il Trattato di Pace di Torino venne infine siglato, ma Léger, Janavel e 26 altri valdesi non ottennero l'amnistia per aver preso parte alla rivolta.

### Periodo di pace
Dal 1664 al 1684, vi fu un periodo di pace e tranquillità per i valdesi piemontesi. Ad ogni modo, Léger si portò in esilio a Leida, nella Repubblica Olandese, dove pubblicò una sua opera Histoire générale des Églises évangéliques des vallées du Piémont ou vaudoises ("Storia Generale delle Chiese Evangeliche delle Valli Piemontesi e Valdesi", 1669).

### Ripresa delle persecuzioni e guerra
Nel 1685, re Luigi XIV di Francia rescisse l'Editto di Nantes ed iniziò a liberare la Val Chisone dai valdesi, costringendoli con la forza a convertirsi al cattolicesimo. Su pressione di Luigi XIV, il nuovo duca Vittorio Amedeo II emise l'Editto del 31 gennaio 1686 che proibiva la religione riformata in tutta la Savoia. I valdesi sotto la guida del pastore Henri Arnaud, resistettero al bando, ed il 22 aprile scoppiò una nuova guerra.
I valdesi avevano circa 3000 uomini armati a loro disposizione per proteggere circa 12 000 civili (in gran parte donne e bambini). Le truppe ducali erano circa 4500, supportate da centinaia di miliziani locali e da 4000 soldati inviati dalla Francia al comando del maresciallo Nicolas Catinat. Il 22 maggio, Vittorio Amedeo fece marciare le sue truppe dal piano di Bricherasio verso le valli, mentre le truppe francesi fiancheggiarono i valdesi dalle fortezze francesi di Pinerolo sino alla Val Chisone. Tutte le resistenze vennero schiacciate nel giro di tre giorni. Circa 2000 valdesi vennero uccisi in combattimento o massacrati poco dopo, mentre quasi tutti gli altri vennero catturati e portati a Torino in catene. I circa 3000 sopravvissuti, in gran parte bambini, vennero costretti a convertirsi al cattolicesimo, battezzati e posti in case cattoliche. Il restante dei prigionieri (circa 8 500 persone) vennero incarcerati in diverse fortezze. Solo 3841 di loro sopravvissero e vennero rilasciati nel marzo del 1687. Circa un terzo della popolazione valdese della Val Pragela si spostò nei Grigioni in Svizzera o in Germania tra il 1685 ed il 1687. Un piccolo gruppo di ribelli continuò a combattere sino a giugno di quell'anno, ed le incursioni continuarono sino a novembre. Le valli, dove ora abitavano solo 2 500 abitanti, vennero reinsediate da cattolici savoiardi a partire dall'estate del 1686 come parte del programma di colonizzazione del governo con la rivendita delle proprietà valdesi sequestrate.
I valdesi ottennero un lasciapassare per la Svizzera il 17 ottobre 1686. Il duca promise inoltre di rilasciare i prigionieri e di restituire i figli cattolicizzati ai loro genitori valdesi. Il 3 gennaio 1687, i prigionieri rilasciati ottennero il permesso di lasciare il paese, ma solo 2565 di loro raggiunsero Ginevra. Molti rifugiati valdesi si portarono nel Margraviato di Brandeburgo, nel Ducato di Württemberg, nel Langraviato d'Assia e nell'Elettorato Palatino tra il 1687 ed il 1689.
Quando scoppiò la Guerra dei Nove anni nel settembre del 1688, Vittorio Amedeo II gradualmente si schierò con la Grande Alleanza anti-francese, per quanto non entrò a farvi parte direttamente sino al giugno del 1690. Con l'intenzione dunque di doversi alleare con la Repubblica Olandese ed il Regno d'Inghilterra, patrie naturalmente dominate dai protestanti (in Inghilterra si stava combattendo la Gloriosa Rivoluzione), venne costretto a cessare le persecuzioni dei protestanti valdesi dal 1688.

### Il Glorioso rimpatrio

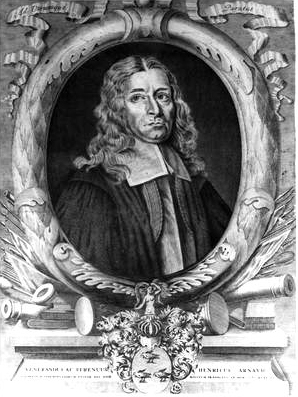
Il comandante dei ribelli valdesi, il pastore Henri Arnaud che guidò il Glorioso rimpatrio.

I valdesi esiliati a Ginevra formarono un esercito di circa 900 uomini sotto la guida di Henri Arnaud nell'estate del 1689, con l'obbiettivo di tornare a casa e riprendere possesso delle loro valli. Il 16 agosto o il 26 agosto partirono dalla Svizzera per una marcia di 200 chilometri attraverso i territori del Lago di Ginevra, per colline e montagne, verso il Piemonte. Questo evento è noto come "Glorioso rimpatrio" (in francese: Gloriouse rentree), un nome ispirato alla recente Gloriosa Rivoluzione delle isole britanniche. Per la difficoltà del viaggio, molti valdesi ed un certo numero di ugonotti francesi che si erano loro associati persero la vita. Vi fu inoltre una battaglia con le truppe francesi che bloccavano loro il passaggio a Salbertrand; i protestanti sconfissero i francesi e riuscirono a raggiungere le loro valli il 6 settembre. Le fattorie istituite dai nuovi residenti cattolici nell'area vennero saccheggiate ed i locali soldati del duca vennero assaltati in imboscate. Il Glorioso rimpatrio, atteso fortemente da anni, fu un grandioso successo malgrado le perdite subite.
Luigi XIV fu allarmato da questo fatto ed iniziò a temere che questo avrebbe incoraggiato nuove ribellioni ugonotte al confine o all'interno della Francia. Infatti, nell'autunno del 1689, diverse bande di protestanti invasero il Delfinato incitando i locali alla rivolta, ma non ebbero successo. Luigi XIV ne risolse che era tempo di schiacciare definitivamente i valdesi e chiese perciò la cooperazione di Vittorio Amedeo, ma la lealtà di questi stava per venire meno alla Francia. In un primo momento, il duca ed il re lavorarono insieme per mantenere l'ordine nella Val Pellice e nella Val di Lucerna, circondando la roccaforte valdese di Balsiglia (Balziglia). Ad ogni modo, con l'arrivo dell'inverno a fine novembre, una pesante nevicata colpì l'intera area e pertanto i franco-piemontesi rimasero bloccati nelle loro posizioni.
Vittorio Amedeo chiese ancora una volta che i valdesi abbandonassero pacificamente i suoi domini senza subire alcun danno, ma la sua offerta venne rifiutata. Egli negoziò anche con i cantoni svizzeri perché mediassero coi valdesi, anche grazie all'alleanza con Guglielmo III d'Orange, ora re protestante d'Inghilterra e stadtholder delle province olandesi. La rottura tra la Francia e la Savoia portò quest'ultima potenza a ravvicinasi a Leopoldo I del Sacro Romano Impero nel febbraio del 1690.

### Rovesciamento delle alleanze

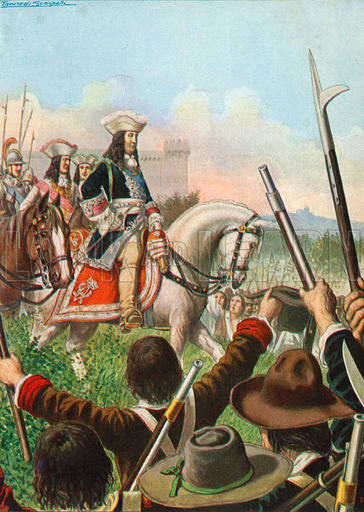
Vittorio Amedeo dichiara guerra alla Francia con il plauso del suo popolo. Disegno del 1929.

Per insegnare al duca una lezione di fedeltà nei confronti della Francia, Luigi XIV si impegnò a finire personalmente i valdesi, violando così il territorio sabaudo. Egli aveva pianificato di occupare il Piemonte ed utilizzare l'insurrezione valdese e l'ostilità del vicino Ducato di Milano (possedimento spagnolo all'epoca) come scusa per giustificare tale atto. Il 2 maggio 1690, un gruppo di 300 soldati valdesi venne circondato da 4000 dragoni francesi guidati personalmente dal maresciallo Nicolas Catinat presso Balsiglia. I trecento cercarono di fuggire col favore della notte. In quello stesso giorno, Luigi XIV venne a sapere dei piani segreti di alleanza tra Vittorio Amedeo, l'Imperatore e la Spagna, e diede istruzioni a Catinat di presentarsi al duca con un ultimatum che avrebbe dovuto concedere il libero passaggio delle truppe francesi sul suolo piemontese per attaccare le forze spagnole in Lombardia. Catinat ricevette tale ordine il 6 maggio, lasciando gran parte delle sue truppe ad assediare Balsiglia e portandosi personalmente in visita al duca a Torino per esporre l'ultimatum del re francese.
Vittorio Amedeo cercò di prendere tempo per assicurarsi l'alleanza con Spagna, imperatore, Guglielmo III, i cantoni svizzeri protestanti e le truppe valdesi, accordando a questi ultimi il pieno riconoscimento dei loro antichi privilegi. Il 9 maggio, inaspettatamente, Vittorio Amedeo concesse a Catinat il permesso di passaggio delle truppe francesi sul suolo sabaudo, ma segretamente iniziò a ritirare i suoi soldati dalle valli valdesi ed a portarli verso la capitale, in preparazione di un assedio. Catinat comprese seppur velatamente che il duca minacciava di tradire i francesi, e per questo avanzò col suo esercito ed il 20 maggio, con nuovi ordini di Luigi XIV, chiese che Vittorio Amedeo consegnasse ai francesi la cittadella di Torino ed il forte di Verrua per meglio controllare il passaggio delle sue truppe. Il duca si mostrò ben disposto alla proposta, ma nel contempo cercò di prendere ulteriore tempo.
Il 28 maggio siglò una pace coi ribelli valdesi ed iniziò a pianificare un modo per attaccare insieme i francesi invasori. Il 3 giugno, concluse infine un'alleanza con la Spagna tramite Antonio López de Ayala y Velasco, conte di Fuensalida, il governatore spagnolo di Milano. Il 4 giugno, costituì un'alleanza con l'imperatore tramite l'ambasciatore alla corte di Torino. In quello stesso giorno dichiarò formalmente guerra alla Francia tramite l'ambasciatore francese a Torino, Rébenac, ricevendo l'entusiastico supporto dei notabili al palazzo ducale. La Savoia entrò così formalmente nella Lega di Augusta contro la Francia. Sempre il 4 giugno, Vittorio Amedeo II richiamò i valdesi dall'estero a tornare in Piemonte.
Le azioni di Vittorio Amedeo poserò così fine formalmente alle guerre sabaudo-valdesi, dal momento che il ducato si dichiarò ancora una volta tollerante alla presenza dei sudditi protestanti nei propri territori, proteggendoli dalla persecuzione dei francesi che invadevano il Piemonte.

## Conseguenze
Si dovette attendere sino al 23 maggio 1694 perché il duca annullasse ufficialmente gli editti di persecuzione del 1686 con l'Editto di Reintegrazione, permettendo così ai valdesi di vivere indisturbati nei loro luoghi di antica residenza. Questo status delle cose ad ogni modo non perdurò a lungo: il 29 giugno 1696, la Savoia venne costretta a concludere una pace separata con la Francia, sotto la condizione che la Val Perosa tornasse territorio savoiardo ma che non vi dovesse essere permesso ai protestanti di risiedervi e che tutti i cristiani riformati dovessero essere espulsi dal ducato di Savoia e dal Piemonte. Due anni dopo, il 1 luglio 1698, Vittorio Amedeo emise un editto secondo il quale tutti i protestanti nati in Francia ed espulsi dalla Savoia e dal Piemonte (circa 3000) dovessero lasciare le valli valdesi nel giro di due mesi.